# Las Palmas (Texas)
Las Palmas es un lugar designado por el censo ubicado en el condado de Zapata en el estado estadounidense de Texas. En el Censo de 2010 tenía una población de 67 habitantes y una densidad poblacional de 380,42 personas por km².

## Geografía
Las Palmas se encuentra ubicado en las coordenadas 26°57′6″N 99°16′34″O / 26.95167, -99.27611. Según la Oficina del Censo de los Estados Unidos, Las Palmas tiene una superficie total de 0.18 km², de la cual 0.18 km² corresponden a tierra firme y (0%) 0 km² es agua.

## Demografía
Según el censo de 2010, había 67 personas residiendo en Las Palmas. La densidad de población era de 380,42 hab./km². De los 67 habitantes, Las Palmas estaba compuesto por el 89.55% blancos, el 0% eran afroamericanos, el 0% eran amerindios, el 1.49% eran asiáticos, el 0% eran isleños del Pacífico, el 1.49% eran de otras razas y el 7.46% pertenecían a dos o más razas. Del total de la población el 67.16% eran hispanos o latinos de cualquier raza.